# Cantons de Limoges

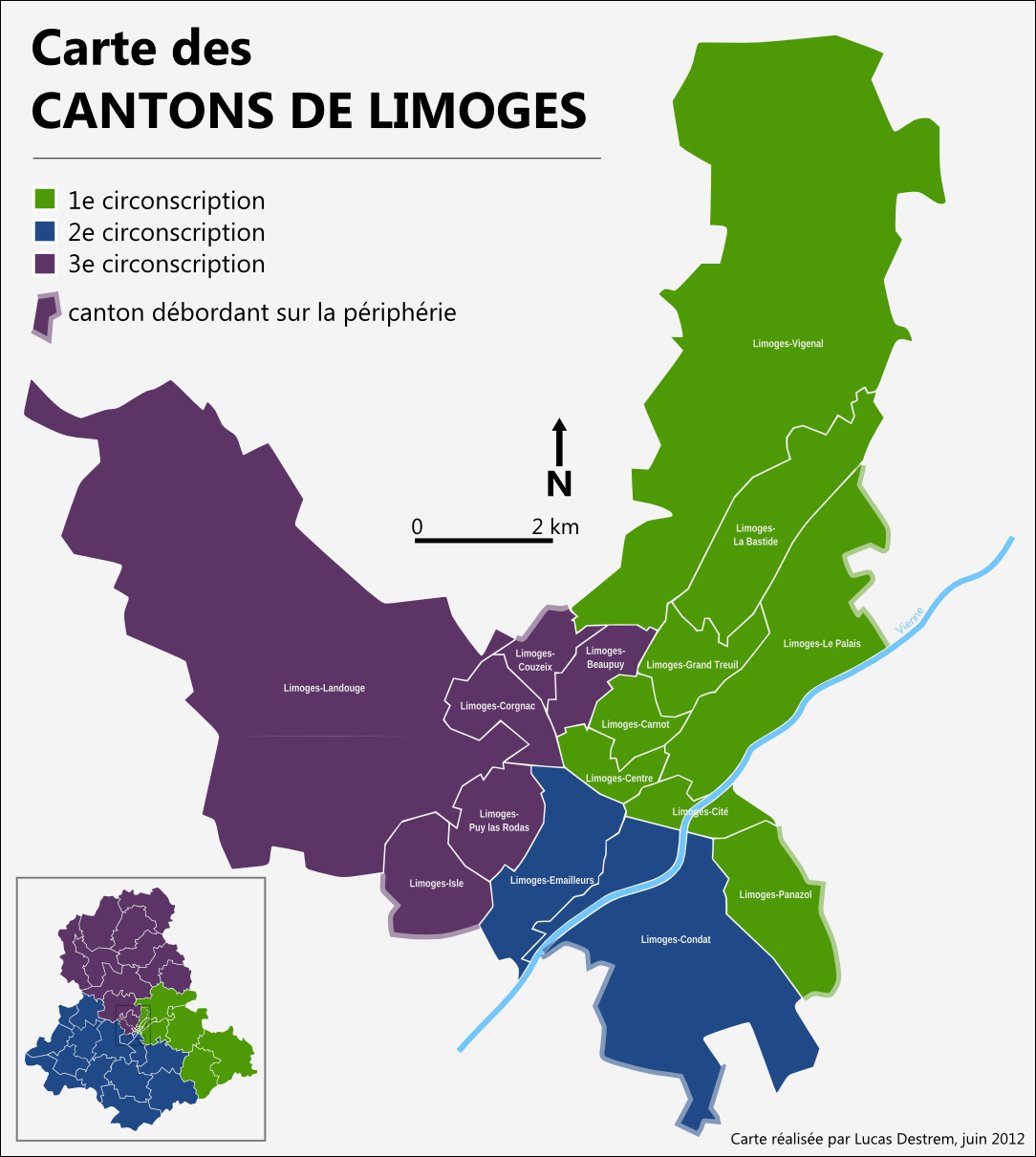
Carte des cantons de Limoges avant le redécoupage de 2014.

La ville de Limoges est divisée en plusieurs cantons. 

## Composition jusqu'en 2015
Jusqu'en 2015, la ville est le chef-lieu de 16 cantons. La gauche en possède 13, la droite 3. Pour plusieurs d'entre eux englobant des communes périphériques, ils rassemblent au total 179 106 habitants.
- Le canton de Limoges-Beaupuy est formé d’une partie de Limoges (7 227 habitants) ;
- Le canton de Limoges-Carnot est formé d’une partie de Limoges (8 976 habitants) ;
- Le canton de Limoges-Centre est formé d’une partie de Limoges (7 336 habitants) ;
- Le canton de Limoges-Cité est formé d’une partie de Limoges (7 891 habitants) ;
- Le canton de Limoges-Condat est formé d’une partie de Limoges et des communes de Condat-sur-Vienne, Solignac et Le Vigen (17 826 habitants) ;
- Le canton de Limoges-Corgnac est formé d’une partie de Limoges (9 644 habitants) ;
- Le canton de Limoges-Couzeix est formé d’une partie de Limoges et de la commune de Couzeix (9 115 habitants) ;
- Le canton de Limoges-Émailleurs est formé d’une partie de Limoges (15 442 habitants) ;
- Le canton de Limoges-Grand-Treuil est formé d’une partie de Limoges (6 656 habitants) ;
- Le canton de Limoges-Isle est formé d’une partie de Limoges et de la commune d’Isle (13 288 habitants) ;
- Le canton de Limoges-La Bastide est formé d’une partie de Limoges (10 585 habitants) ;
- Le canton de Limoges-Landouge est formé d’une partie de Limoges (12 806 habitants) ;
- Le canton de Limoges-Le Palais est formé d’une partie de Limoges et de la commune du Palais-sur-Vienne (11 886 habitants) ;
- Le canton de Limoges-Panazol est formé d’une partie de Limoges et des communes de Aureil, Feytiat, Panazol et Saint-Just-le-Martel (20 494 habitants) ;
- Le canton de Limoges-Puy-las-Rodas est formé d’une partie de Limoges (9 757 habitants) ;
- Le canton de Limoges-Vigenal est formé d’une partie de Limoges (10 177 habitants).

## Composition à partir de 2015
Le redécoupage cantonal de 2014 s'applique à la commune de Limoges, qui désormais n'est plus composé que de 9 cantons, dont les limites sont fixées par décret. Ces nouveaux cantons sont :
- Le canton de Limoges-1 (portion de Limoges)
- Le canton de Limoges-2 (portion de Limoges)
- Le canton de Limoges-3 (portion de Limoges)
- Le canton de Limoges-4 (portion de Limoges)
- Le canton de Limoges-5 (portion de Limoges, et communes de Le Palais-sur-Vienne et Rilhac-Rancon)
- Le canton de Limoges-6 (portion de Limoges)
- Le canton de Limoges-7 (portion de Limoges)
- Le canton de Limoges-8 (portion de Limoges)
- Le canton de Limoges-9 (portion de Limoges, et commune d'Isle).